# Elektrownia Towarzystwa Wyrobów Bawełnianych Karola W. Scheiblera
Elektrownia Towarzystwa Wyrobów Bawełnianych Karola W. Scheiblera – zabytkowa, secesyjna elektrownia Towarzystwa Wyrobów Bawełnianych Karola Wilhelma Scheiblera, powstała w 1910 r. według projektu Alfreda Frischa. Budynek stanowi najstarszy w granicach Królestwa Polskiego obiekt żelbetowej budowli przemysłowej oparty na konstrukcji ramowej.

## Historia
Elektrownia powstała na terenie zakładu wykończalni Towarzystwa Akcyjnego Manufaktur Bawełnianych Karola Scheiblera. Przed powstaniem elektrowni na terenie przedsiębiorstwa od 1877 r. istniał bielnik oraz farbiarnia. Następnie później powstała drukarnia, drapalnia, magiel, składy i magazyny oraz pozostała część kompleksu wykończalni. Elektrownię wybudowano na placu, na którym stały drewniane szopy, pomiędzy wieżą ciśnień a maglami. Konieczność jej budowy wynikała z faktu, iż Karol Scheibler II kontynuował politykę inwestycyjną ojca, starając się samofinansować zakłady oraz uniezależniać od zewnętrznych dostaw energii, a także była umotywowana wprowadzeniem do przedsiębiorstwa silników elektrycznych, mających na celu napędzanie maszyn. Z też tego powodu elektrownię wyposażono w 2 turbogeneratory o mocy 4 tys. KM. Do zaprojektowania elektrowni zatrudniono w 1908 r. łotewskiego architekta – Alfreda Firscha, a budowę realizowała łódzka firma budowlana – Nestler i Ferrenbach zaś montaż maszyn - Zgorzelecka Fabryka Maszyn – Görlitzen Maschinenbau i berlińska firma Simens – Schuckert. Budowa obiektu rozpoczęła się w tym samym roku. Metoda budowy wymagała jednoczesnego montażu ścian i maszyn. Budynek powstał w 1910 r. zaś ostatnie prace ukończono w 1914 r. W 1919 r. elektrownia przeszła nieznaczną przebudowę – został rozbudowany aneks północny stanowiący łącznik między podstawą komina i kotłownią. Przy jego ścianie zrealizowano stację pomp i zmiękczalnię wody. Po II wojnie światowej elektrownia zaopatrywała w energię Łódzkie Zakłady Przemysłu Bawełnianego im. Obrońców Pokoju „Uniontex”.  Kolejne przebudowy miały miejsce w latach 50. XX w., kiedy to rozpoczęto modernizację motywowaną podniesieniem wydajności fabryki. Wzdłuż południowej elewacji kotłowni dobudowano żelbetowy, trójkondygnacyjny budynek zawierający podajniki węgla do kotłów, wyburzono też wschodni aneks wieży, a w jego miejsce zbudowano budynek zawierający urządzenia do rozdzielania pary. Ponadto wybudowano budynek dla urządzeń zmiękczających wodę oraz żelbetową eskaladę. W latach 60. XX w. utworzono nowe wejście do budynku, łączące elektrownię z pomieszczeniem z kondensatorami, natomiast zamurowano pierwotne wejście do kotłowni. W 2003 r. elektrownię wyłączono z eksploatacji. W późniejszym okresie do 2006 r. funkcjonowała w niej ścianka wspinaczkowa. W 2014 r. rozebrano przybudówkę przy maszynowni,  2016 r. rozebrano eskaladę oraz bunkrownię. W 2019 r. rozpoczęto rewitalizację obiektu na potrzeby osiedla Fuzja, budowanego przez Echo Investment. Odrestaurowano elewację oraz odtworzono uszkodzone fragmenty budynku oraz witraże. Przywrócono pierwotne detale kominowi. Większość elementów elewacji zachowano, natomiast ubytki wypełniono cegłą klinkierową. Elewacja budynku została odrestaurowana, odtworzono jej uszkodzone fragmenty, a w oknach pojawiły się witraże nawiązujące do oryginalnego wyszklenia. Pierwotne detale architektoniczne odzyskał także komin elektrowni. Za działania na rzecz odrestaurowania obiektu odpowiada firma Restauro oraz konsorcjum firm Mondanta i Maforma.

### Architektura
Obiekt zrealizowano w stylistyce secesyjnej, wykorzystując żelbetową konstrukcję ramową. Ponadto wystrój wnętrz oraz wyposażenie również reprezentują stylistykę secesyjną. Projektant tym samym zrezygnował z dominującej stylistyki neorenesansowej i neobarokowej w architekturze łódzkich fabryk, stawiając na styl zyskujący na popularności. Budynek składa się z dwóch części – maszynowni oraz kotłowni, do których przylega niska wieża. Szkielet budynku częściowo został przeszklony, a częściowo do jego realizacji wykorzystano otynkowaną cegłę. Ramy fragmentarycznie zostały oblicowane czerwoną cegłą klinkierową. Na elewacjach występują arkadowe fryzy, wykonane z czerwonej cegły klinkierowej. W północnej i wschodniej elewacji maszynowni wykorzystano witraże z szybami w kolorach: żółtym, niebieskim, zielonym oraz bezbarwnym. Elewacje elektrowni podzielone są żelbetowym laskowaniem, dzielącym je na wąskie pola. W części poddasza laskowania przewiązano arkadami oblicowanymi cegłą. Spływy arkad posiadają szerokość jednej cegły oraz są zakończone podwójnym uskokiem. Elewacje budynku posiadają trójkątne szczyty. Dach obiektu jest dwuspadowy. Zewnętrzne lizeny konstrukcyjne tworzą ceglane słupy wystające ponad dach.

### Wnętrza

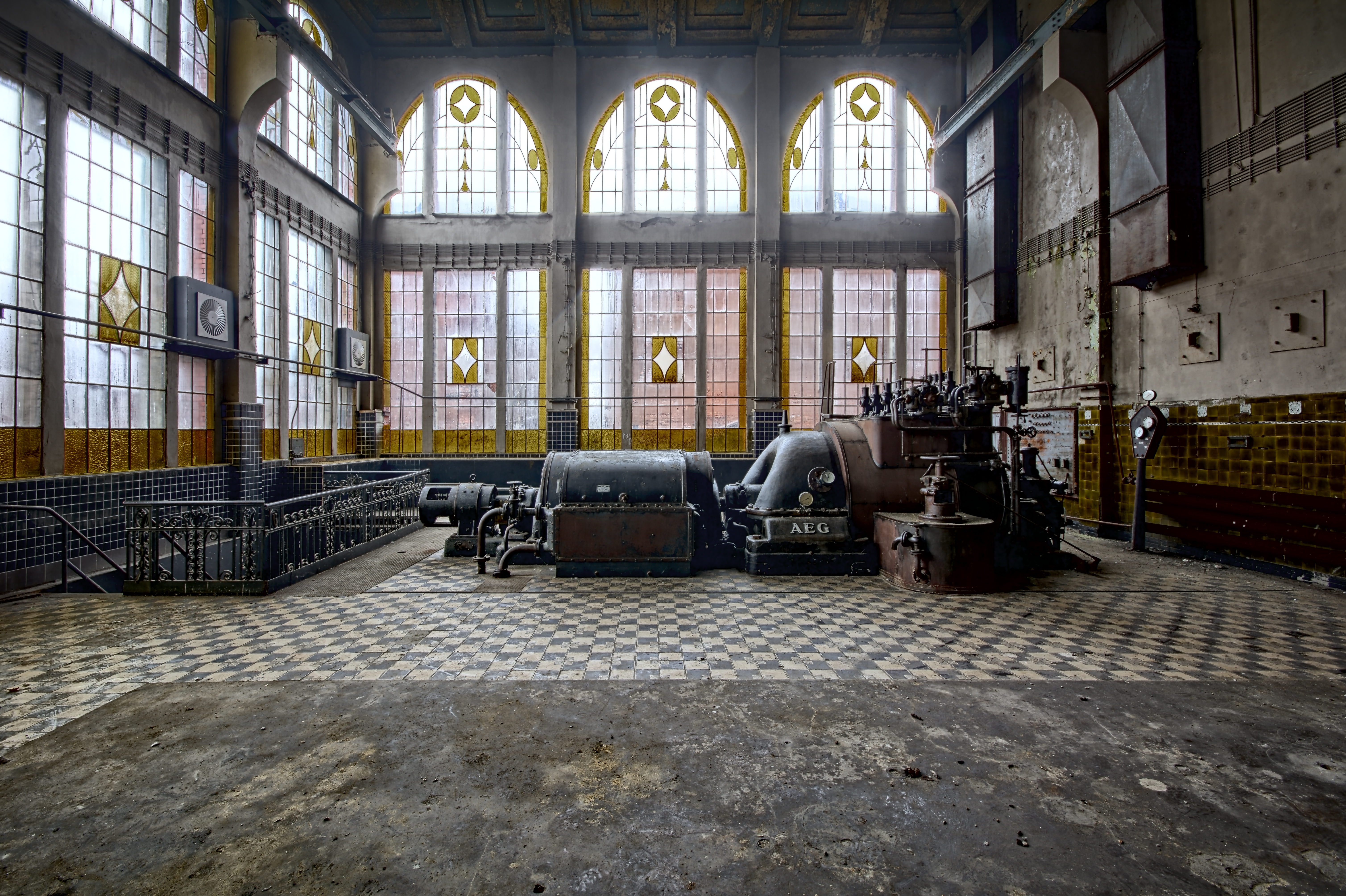
Wnętrze elektrowni, hala turbozespołu firmy AEG

Klatki schodowe wyłożono kaflami indygo, a także dekorem z motywami roślinnymi, ponadto posiadają wijące się, kute balustrady. Pierwotnie klatki schodowe pokrywał czerwony dywan przymocowany przy pomocy mosiężnych prętów. Hala główna budynku również pokryta jest kaflami, które występują w niej w kolorystyce żółci indyjskiej, posadzka hali zaś pokryta jest czarno-białymi płytkami z motywem ślimacznic. W budynku zachowała się również część wyposażenia technicznego w tym turbina firmy AEG z 1935 r..

## Elektrownia Scheiblera w kulturze
- film „Kawalerskie życie na obczyźnie” - zdjęcia do filmu powstawały na klatce schodowej elektrowni, która grała niemiecki dom publiczny,
- film „Dom” - podest maszynowni grał w recepcję zajazdu w Alabamie,
- serial „Londyńczycy 2” - elektrownia grała łódzką fabrykę,
- w elektrowni powstał także teledysk piosenki „Elita” zespołu Buldog[3].